# بول جليمشر
بول و. جليمشر (بالإنجليزية: Paul Glimcher) (من مواليد 3 نوفمبر 1961) عالم اقتصاد عصبي أمريكي، مختص في علم الأعصاب، وعلم النفس، والاقتصاد، والباحث، ورجل الأعمال. وله أحد أبرز الباحثين الذين ركزوا على دراسة السلوك البشري وصنع القرار، وهو معروف دوره المركزي في تأسيس وتطوير مجال علم الاقتصاد العصبي الذي يتخذ منهجًا متعدد الاختصاصات لفهم كيفية اتخاذ البشر للقرارات. أسس جليمشرأيضًا معهد دراسة صنع القرار في جامعة نيويورك، والذي يديره حاليًا.
حصل جليمشر على جائزة Julius Silver و Rosyln S. Silver و Enid Silver Winslow وكرسي علم الأعصاب في جامعة نيويورك (NYU) في كلية الفنون والعلوم وله عدة مناصب متخصصة في علم الاقتصاد وعلم النفس، وفي علم الأعصاب وعلم وظائف الأعضاء في جامعة نيويورك مدرسة الطب. وهو أيضًا مؤسس مشروع هومان ، ودراسة مديدة متعددة التخصصات واسعة النطاق، و Datacubed Health ، وشركة ناشئة تركز على تطوير وتسويق تقنيات البرمجيات الجديدة مثل خدمة (PaaS) في قطاع الرعاية الصحية والطب الحيوي. / مجال البحث السلوكي.
بالإضافة إلى العديد من الكتب والأبحاث العلمية التي يكتبها في مجال علم الاقتصاد العصبي، فهو رئيس تحرير الكتاب المدرسي، الاقتصاد العصبي: صنع القرار والمخ وقد صدرت طبعته الثانية.

## بداياته والتعليم
ولد بول دبليو. جليمشر في بوسطن، ماساتشوستس، ابن آرني وميلدريد جليمشر. كان والده، آرني جليمشر، مؤسس معرض بيس الشهير في نيويورك، ثاني أكبر معرض للفنون الخاصة في العالم. لم يكن لدى بول جليمشر ميلًا لمتابعة نشاط العائلة المالي مثل والده، واهتم دائماً بالعلوم والتكنولوجيا منذ سن مبكرة.نشأ جليمشر في مدينة نيويورك، وحضر مدرسة دالتون المرموقة في مانهاتن. في عام 1983 حصل على جليمشر A.B. magna cum laude بامتياز في علم الأعصاب من جامعة برينستون. في عام 1989 حصل على درجة الدكتوراه. حصل على درجة علمية في علم الأعصاب من جامعة بنسلفانيا،  درس تحت إشراف الطبيب النفسي الأمريكي، راندي جاليستيل. كان جليمشر أول درجة الدكتوراه في علم الأعصاب من جامعة بنسلفانيا.
تدرب جليمشر في مرحلة ما بعد الدكتوراه في علم وظائف الأعضاء المحرك للعين. بالعمل مع البروفيسور ديفيد سباركس (جامعة بنسلفانيا) بحثًا عن جذع الدماغ ونواة الدماغ المتوسط التي تتحكم في تناوب العين، كشف جليمشر عن أدلة على أن الهياكل المشاركة في تنفيذ حركات العين المتقطعة قد تشارك في تخطيط تلك الحركات أيضًا. ركز عمل غليمشر الأسبق على تحديد وتوصيف الإشارات التي تتدخل بين العمليات العصبية التي تشترك في الترميز الحسي والعمليات العصبية التي تنخرط في توليد الحركة، والتي تكمن وراء صنع القرار.
منذ ذلك الوقت، توسعت منهجياته لتشمل تقنيات من الاقتصاد التجريبي، والاقتصاد السلوكي، والاقتصاد القياسي، والتصوير الدماغي، وأبرزها استخدام الرنين المغناطيسي الوظيفي الوظيفي (fMRI) للبحث السلوكي. كان عمله رائدا في مفهوم القيمة الذاتية، والتي تم تحديدها على نطاق واسع باعتبارها علاقة بيولوجية عصبية للمنفعة الاقتصادية.

## مهنة ودور في تأسيس علم الاقتصاد العصبي
في عام 1994، بدأ جليمشر العمل كأستاذ مساعد في العلوم العصبية في جامعة نيويورك. في عام 2001 تمت ترقيته إلى أستاذ مشارك في العلوم العصبية وعلم النفس.في عام 2004، أسس مركز علم الاقتصاد العصبي في جامعة نيويورك، وهو واحد من مراكز الأبحاث الأولى المخصصة لهذا المجال. في عام 2006، أصبح جليمشر أستاذًا مشاركًا في الاقتصاد بالإضافة إلى مشاركاته في العلوم العصبية وعلم النفس، وفي عام 2008 تمت ترقيته إلى أستاذ في العلوم العصبية والاقتصاد وعلم النفس. في عام 2010، وصل جليمشر إلى رتبة الكرسي الفضي في العلوم العصبية. في مارس 2014، أصبح مركز الاقتصاد العصبي معهد دراسة صنع القرار ، وكان مسؤولًا بشكل مباشر أمام وكيل جامعة نيويورك.
بدأ مجال علم الاقتصاد العصبي في التطور في أواخر التسعينات كنمو خارجى طبيعي لنضوج العديد من التخصصات المختلفة - مثل علم الأعصاب، وعلم النفس، والاقتصاد - يحدث مرة واحدة. كان جليمشر فعالًا في تسهيل تطوير البرج في الحقل من خلال إدراك هذه الاتجاهات وفهم أن أبحاث العلوم السلوكية المستقبلية ستحتاج إلى نهج متعدد التخصصات للتغلب على قيود البحث المتأصلة في أي تخصص واحد. شارك في تأليف ما يشار إليه في كثير من الأحيان بأنه أول ورقة أكاديمية في علم الاقتصاد العصبي، مع عالم الأعصاب الأمريكي، مايكل بلات، الذي نشر في دورية Nature في عام 1999. تم نشر كتابه الأول «القرارات، عدم اليقين والدماغ: علم الاقتصاد العصبي» (MIT Press) في عام 2003، وكثيراً ما تم تعريفه على أنه أول كتاب يستخدم كلمة «علم الاقتصاد العصبي» Neuroeconomics. فاز هذا الكتاب بجائزة PROSE لأفضل كتاب علوم طبية لعام 2003.
في عام 2004، قام بتأسيس مركز علم الاقتصاد العصبي في جامعة نيويورك - وهو أول كيان بحثي مخصص لهذا المجال - في حين يعمل أيضًا كرئيس مؤسس لجمعية علم الاقتصاد العصبي. أصبح مركز الاقتصاد العصبي معهد الدراسات المتعددة التخصصات في صنع القرار في 2014 ومعهد دراسة صنع القرار في عام 2017.
في عام 2009 شغل منصب المحرر الرئيسي جنبًا إلى جنب مع كولن كاميرر، إرنست فهر، ورسل بولدراك للكتاب المدرسي الأول المخصص لمنهاج علم الاقتصاد العصبي: الاقتصاد العصبي صنع القرار والدماغ (2008، إلسفير). حصل هذا الكتاب على جائزة PROSE لعام 2009 للتميز في [العلوم الاقتصادية والاجتماعية]. في عام 2011 قام بنشر أسس التحليل الاقتصادي العصبي (2011، أكسفورد)، وفي عام 2014 مع Ernst Fehr ، أكمل الطبعة الثانية من هذا الكتاب المدرسي.
مشروع هومان
بعد بدء معهد دراسة صنع القرار في عام 2014، بدأ Glimcher - العمل مع ميونغ تشون من مؤسسة Kavli - أيضًا في تطوير دراسة طولية جديدة متعددة التخصصات برعاية مؤسسة Kavli ، والتي أطلق عليها اسم Kavli HUMAN Project. يعد Kavli HUMAN Project أحد أهم إنجازاته، وهو عبارة عن منصة بحثية «كبيرة للبيانات البشرية» استمدت إلهامه من استطلاعات البيانات الضخمة في تخصصات أخرى، لا سيما استطلاع سلون ديجيتال سكاي لعلوم الفلك Sloan Digital Sky Survey. سوف يدرس هذا الاستطلاع عشرات الآلاف من الأمريكيين لعقود، مثل الكثير من الدراسات المديدة الماضية - مثل دراسة فرامنغهام للقلب - مع افتراض أن نطاق القياسات والتخصصات التي يغطيها مشروع HUMAN يشهد أي دراسة بحثية مديدة في الطب الأحيائي أو دراسة سلوكية في الماضي.
شركة صحة داتا كيوبد Datacubed Health LLC
في عام 2016، في ضوء التقشف المالي الحكومي للأبحاث الأساسية على جميع المستويات، أسس جليمشر مشروع Human Project Inc. ثم أسس شركة حاضنة في جامعة نيويورك لتطوير التقنيات التأسيسية المستخدمة من قبل مشروع HUMAN وتسويق هذه التقنيات لتوليد الإيرادات التي يمكن بدورها الحفاظ على تشغيل مشروع HUMAN على المدى الطويل، والذي يتم تمويله بتمويل محدود من الحكومة الفيدرالية والخيرية. تسمى الآن Datacubed Healthcare ، منتجها هو Software-as-a-Service (SaaS)، والذي يمكنه تمكين طرق جديدة من: تحليلات البيانات لمجموعات البيانات واسعة النطاق؛ إجراء البحوث السريرية أو الأساسية الطبية / السلوكية؛ وتوظيف واستبقاء موضوعات البحث البشري. تبيع شركة صحة Datacubed اليوم منتجاتها إلى Pharma و CROs. جليمشر حاليا هو الرئيس التنفيذي لشركة Datacubed Health.

## البحث
يهدف بحث جليمشر إلى وصف الأحداث العصبية التي تكمن وراء اتخاذ القرار السلوكي باستخدام أدوات من علم الأعصاب وعلم النفس والاقتصاد. يدمج بحثه النماذج النفسية والاقتصادية مع علم الأعصاب الحسابي، بما في ذلك الاستخدامات الرائدة للرنين المغناطيسي الوظيفي (التصوير بالرنين المغناطيسي الوظيفي) للعلم السلوكي، لفهم كيفية تشفير القيمة في الدماغ وكيف يستخدم الدماغ تلك التمثيلات العصبية للقيمة لتوجيه عملية صنع القرار. . على سبيل المثال، كيف يقوم الدماغ بتخفيض التأخير أو اختيار العمل في مواجهة كل من الخطر والغموض. يستخدم مختبره في مركز العلوم العصبية في جامعة نيويورك مجموعة واسعة من الأساليب بما في ذلك دراسات الأتراب في الاقتصاد التجريبي، والتصوير الدماغي، والدراسات أحادية العصبون في الحيوانات غير البشرية. تتمثل أبرز مساهماته في: تطوير مجال علم الاقتصاد العصبي؛ دراسات الدوبامين والتعلم التعزيزي؛ توضيح الأسس العصبية للأفضليات البشرية؛ كيف يقوم الناس بخيارات مؤقتة؛ والرائدة في تطبيق «التمثيل العادي» على عملية صنع القرار.
في عام 1999، مع عالم الأعصاب، مايكل بلات، كان جليمشر أول من أظهر إشارة قيمة شبيهة بالمنشأة في دماغ كائن حي. هذه النتيجة ظهرت في مجلة بمراجعة الأقران الطبيعة . في عام 2004، مع مايكل دوريس، نشر أول اختبار تجريبي للفرضية القائلة بأن توازن ناش في الألعاب الاستراتيجية يحدد التمثيل الداخلي للقيمة في مجلة نيورون التي استعرضها الأقران. ووجدوا أنه، كما افترضنا ناش، تظهر اختلافات إستراتيجية مختلطة عندما تكون قيم الموضوعات لخيارات مختلطة متكافئة.
أجرى مختبر جليمشر أبحاثًا موسعة حول نظام المكافأة في الدماغ، لا سيما نظام الدوبامين والتعلم التعزيزي. في عام 2005، مع هانا باير، نشر أول اختبار كمي لفرضية خطأ التنبؤ بمكافأة الدوبامين استنادًا إلى تسجيلات عصبية واحدة من عصبونات الدوبامين وتحليل جديد للنواة في العصبونات .
في عام 2007 كان جليمشر وجو كابله أول من شرحا الموضوع بوضوح أن القيمة الذاتية للإشارة في الدماغ البشري قد تكون منفصلة بفعالية عن القيمة الموضوعية للإشارات وتم نشر هذا الاستنتاج في Nature Neuroscience . في عام 2010، مع أندرو كابلين، مارك دين وروب روتليدج، نشر المثال الأول للتحليل الاقتصادي البديهي المطبق على علم الأعصاب في اتخاذ القرار في مجلة كوارترلي للاقتصاد . كما كانت هذه الورقة هي الأولى في مجلة اقتصادية من الدرجة الأولى تتضمن صورًا لعمليات مسح الدماغ.
في عام 2011، مع ليفات إيفات، ستيفاني لازارو وروب روتليدج، نشر أول تبيين بأن أنماط النشاط في قشرة الفص الجبهي الإنسي البشري، تم قياسها في غياب سلوك الاختيار، يمكن استخدامها للتنبؤ بالاختيارات اللاحقة من قبل نفس الأفراد في المجلة علم الأعصاب . في عام 2013، مع Kenway Louie و Mel Win Khaw ، أظهر أن التشفير الانضغاطي للقيمة الذاتية من قبل الخلايا العصبية في أدمغة القرود يتنبأ بظواهر شاذة في سلوك الاختيار الذي لاحظوه لاحقًا في كل من القرود والبشر. وقد نشرت هذه النتائج في وقائع الأكاديمية الوطنية للعلوم .
في عام 2016، أوضح جليمشر والمؤلفون المشاركون كيف يمكن تحسين منهجية مبنية على المسح مسبقًا لتقييم السلع البيئية العامة (مثل الحدائق العامة) - «تقييم الطواريء» - من خلال اتباع نهج عصبي إيكولوجي. جليمشر وآخرون. دمج قياسات الرنين المغناطيسي الوظيفي على النقيض من مخرجات التقييم الطارئ التقليدي. وأظهر بحثهم أن الطريقة التي يقدر بها الناس قيمة السلع العامة البيئية تختلف عن المستوى العصبي البيولوجي عن «النشاط العصبي المرتبط بالسلع وتدابير التفضيل التي سبق فحصها». وبعبارة أخرى، فإن الناس يقدرون السلع البيئية بشكل مختلف عن السلع الملموسة الأخرى، مثل الطعام أو الملابس. في حين أن هناك حاجة إلى مزيد من الأبحاث في هذا النوع من البحث، يمكن أن تؤثر الأبحاث على السياسة العامة وكيف يتواصل العلماء مع الجمهور حول المخاطر التي تشكل على البيئة و / أو الموارد المشتركة.
بشكل عام، ظهرت أبحاث جليمشر في المجلات الأكاديمية في مجالات الاقتصاد وعلم النفس وعلم الأعصاب، وكذلك في المجلات العلمية العامة مثل Nature و Science و Proceedings of the National Academy of Science . وقد نشر ما يقرب من 100 مقالة أكاديمية مع الزملاء وزملاء ما بعد الدكتوراه والطلاب.
مشروع Kavli HUMAN هو مشروع بحثي مميز لجليمشر، يجمع بين جميع عناصر بحثه تقريباً خلال العقود الثلاثة الماضية.

## أعمال أخرى
يؤدي جليمشر كعضو نشط في المجتمع العلمي دورًا بارزًا في الأكاديميات القومية الأمريكية للعلوم والهندسة والطب، حيث عمل في العديد من المجالس الاستشارية ولجان الدراسات البحثية التي تديرها الأكاديميات، بما في ذلك:
- مقدم لمسح العقوق الاجتماعية والسلوكية (2016)؛ [27]
- لجنة صنع القرار الجندي بشأن ساحات القتال المستقبلية (2013)؛ [28]
- لجنة الفرص في علم الأعصاب لتطبيقات جيش المستقبل (2009)؛ [29]
- فصلين دراسيين في مجلس التقييم الفني لمختبر أبحاث الجيش.

كما أنه كان مراجعا للعديد من المقترحات وفرق مراجعة البرامج للمعاهد الوطنية للصحة والمؤسسة الوطنية للعلوم.

## التكريم
جليمشر هو زميل الجمعية الأمريكية لتقدم العلوم ومؤسسة McKnight ، و Whitehall ، و Klingenstein ، ومؤسسات McDonnell، بالإضافة إلى عضو في تحالف دانا لمبادرات الدماغ Dana Alliance for Brain Initiatives. وكان باحثاً في المعهد الوطني للعيون، والمعهد الوطني للصحة العقلية، والمعهد الوطني للاضطرابات العصبية والسكتة الدماغية، والمعهد الوطني للشيخوخة. كما حصل على جائزة كلية مارغريت وهيرمان سوكول في العلوم في عام 2003 وجائزة جامعة نيويورك للتميز (إنجازات العمر) في عام 2006.حصل كتابه في علم الاقتصاد العصبي لعام 2009 على جائزة PROSE الأمريكية للامتياز في العلوم الاجتماعية.

## صحافة شعبية
كما ظهر عمل Glimcher في الصحافة الشعبية مثل Time ،  نيوزويك Newsweek ،  The Los Angeles Times ،  National Public Radio الراديو الوطني الأمريكي،  BBC هيئة الإذاعة البريطانية،  اللوموند ،  Frankfurter Allgemeine Zeitung ،  Quanta Magazine ،  New York Magazine،  Science ،  NewScientist ،  Fast Company ،  Vox ،  and The Atlantic's CityLab.

## كتب
- Decisions, Uncertainty, and the Brain. 2003. ISBN:978-0262072441.
- Neuroeconomics: Decision Making and the Brain. 2008. ISBN:978-0123741769.
- Foundations of Neuroeconomic Analysis. 2011. ISBN:978-0199744251.
- Neuroeconomics: Decision Making and the Brain. 2013. ISBN:978-0124160088.